# 1 E11 s
1011 - 1012 s（3168.9 年 - 31689 年）の時間のリスト
- より短い時間

| 値          | 値        | 説明                                                                                     |
| ----------- | --------- | ---------------------------------------------------------------------------------------- |
| 1×1011 s    | 3168.9 年 | 100 ギガ秒 (Gs)                                                                          |
| 1×1011 s    | 3168.9 年 | 1 157 407 日                                                                             |
| 1.01×1011 s | 3 200 年  | 鉄器時代が始まってからの時間（紀元前1200年ごろ）                                         |
| 1.14×1011 s | 3 600 年  | グレゴリオ暦と修正ユリウス暦が1日ずれる平均時間                                          |
| 1.20×1011 s | 3 800 年  | アルファベットが使われ出してからの時間（紀元前2000年 - 紀元前1500年ごろ）                |
| 1.37×1011 s | 4 354 年  | 朝鮮神話に基づく檀君即位からの年数（檀君紀元）                                           |
| 1.42×1011 s | 4 500 年  | 馬が飼い慣らされ始めてからの時間                                                         |
| 1.48×1011 s | 4 700 年  | ヒッコリーマツ（世界最長寿の木）                                                         |
| 1.62×1011 s | 5 125 年  | マヤ文明における長期暦の1周期                                                            |
| 1.67×1011 s | 5 300 年  | 楔形文字が使われ出してからの時間                                                         |
| 1.74×1011 s | 5 500 年  | 青銅器時代が始まってからの時間（紀元前3500年ごろ）                                       |
| 1.81×1011 s | 5 730 年  | 炭素-14 の半減期                                                                         |
| 1.90×1011 s | 6 025 年  | 神学者ジェイムズ・アッシャーの計算による天地創造からの年数                               |
| 1.99×1011 s | 6 300 年  | 修正ユリウス暦で曜日と日付が一致する周期（2,301,026日）                                  |
| 2.05×1011 s | 6 500 年  | 車輪が発明されてからの時間                                                               |
| 2.33×1011 s | 7 370 年  | アメリシウム-243の半減期                                                                 |
| 2.38×1011 s | 7 530 年  | 正教会における天地創造からの年数（世界創造紀元）                                         |
| 2.52×1011 s | 7 980 年  | ユリウス通日の周期(インディクション(15年)と太陰章(19年)と太陽章(28年)が共に循環する周期) |
| 2.68×1011 s | 8 500 年  | キュリウム-245の半減期                                                                   |
| 3.16×1011 s | 10 000 年 | イスラエルの都市・エリコが作られてからの時間                                             |
| 3.31×1011 s | 10 667 年 | セドナの公転周期                                                                         |
| 3.69×1011 s | 11 700 年 | 更新世が終わり、完新世が始まってからの時間                                               |
| 3.79×1011 s | 12 000 年 | 新石器時代が始まってからの時間                                                           |
| 3.79×1011 s | 12 000 年 | デンマークや南スウェーデンで氷期が終わってからの時間                                     |
| 6.41×1011 s | 20 300 年 | ニオブ-94 の半減期                                                                       |
| 6.63×1011 s | 21 000 年 | 最終氷期からの時間                                                                       |
| 7.61×1011 s | 24 110 年 | プルトニウム-239 の半減期                                                                |
| 8.14×1011 s | 25 800 年 | 地球の歳差運動による春分点移動の周期                                                     |
| 1×1012      | 31 689 年 |                                                                                          |

- より長い時間